# 郭世佑
郭世佑（1957年8月—），湖南益阳人，现在是同济大学特聘教授，历史研究所所长。

## 生平
1957年，郭世佑出生于湖南益阳市郊，高中毕业之后当过电影放映员。湖南师范学院（1984年更名为湖南师范大学）历史学学士（1982）， 杭州大学历史学博士（1995）。
郭世佑曾担任浙江大学中国近代史专业博士点负责人，浙江省哲学社会科学规划委员会历史学科组召集人，中国政法大学教授、校学位评定委员会副主席、校通识教育委员会副主任。兼任湖南大学岳麓书院客座教授、香港浸会大学近代中国研究中心海外高级研究员、斯坦福大学胡佛研究所访问学者。
郭世佑的研究方向是中国近代史。他的专著《晚清政治革命新论》获得浙江大学董氏文史哲学术基金的学术成果一等奖。 近年来，他受斯坦福大学胡佛研究所的委托，专注于民国时期第三大党中国青年党的资料收集与研究。 此外，郭世佑还致力于推进普罗大众的生存史与家史记忆的抢救与书写，他于2018年主编与出版了《故园的背影》，由27位湖南师大的北美校友讲述各自父亲的故事。
除了历史学研究，郭世佑还关注大学与国民素质教育、民主与法治等现实问题。他的某些论文集、随笔集与演讲集都复盖了这些话题。  

## 著作
- 《晚清政治革命新论》，第一版，长沙：湖南人民出版社,1997。 第二版，北京：中国人民大学出版社，2010。 ISBN 978-7-300-11808-6
- 《史源法流》，北京：中国政法大学出版社，2007。ISBN 978-7-5620-3097-3
- 《记问沉浮：近代史的求真之旅》，北京：北京师范大学出版社，2011。ISBN 978-7-303-11949-3
- 《历史的误读》，北京：生活·读书·新知三联书店，2014。ISBN 978-7-108-04798-4
- 《思与言——郭世佑演讲集》，香港：文源出版社有限公司，2019。ISBN 978-988-19672-7-5
- 《故园的背影——湖南师范大学北美校友笔下的父亲》，长沙：湖南师范大学出版社，2018。ISBN 978-7-5648-3401-2